# Tommen Baratheon
Tommen Baratheon er en fiktiv person i den amerikanske forfatter George R. R. Martins fantasyserie A Song of Ice and Fire og i HBOs filmatisering Game of Thrones.
Karakteren blev introduceret i Kampen om tronen (1996). Tommen er den yngste af dronning Cersei Lannisters børn. Han optræder efterfølgende i Kongernes kamp (1998), En storm af sværd (2000), Kragernes rige (2005) og En dans med drager (2011). Efter hans brors, Joffrey Baratheon, uventede død bliver han kronet som konge over De Syv Kongeriger, selvom han hurtigt bliver påvirket af sin mor Cersei og sin kone Margaerys modstridende interesser.
Tommen bliver spillet af Callum Wharry i de første to sæsoner af HBO's tv-serie, mens den engelske skuespiller Dean-Charles Chapman i sæson 4-6.